# Philippe Emmanuel de Gondi
Philippe Emmanuel de Gondi (Limoges, 1581 – Joigny, 29 giugno 1662) è stato un militare francese.

## Biografia
Figlio terzogenito di Alberto Gondi, maresciallo di Francia, e di Claude Catherine de Clermont-Dampierre, fu signore di Villepreux e di Folleville e conte di Joinville e di Joigny: nominato governatore generale delle galere, si distinse in imprese contro i pirati barbareschi e all'assedio di La Rochelle.
L'11 giugno 1604 sposò Françoise Marguerite de Silly, figlia di Antoine de Silly, barone di Montmirail, e di Marie de Lannoy.
Scelse come precettore per i suoi figli Vincenzo de' Paoli, che fondò la Congregazione della Missione per l'apostolato rurale presso i contadini al suo servizio.
Morta la moglie (1625) si fece prete ad entrò nella congregazione dell'Oratorio di Gesù. Suo figlio Jean-François Paul fu il celebre cardinale di Retz.